# Sceloporus lundelli
Sceloporus lundelli är en ödleart som beskrevs av  Smith 1939. Sceloporus lundelli ingår i släktet Sceloporus och familjen Phrynosomatidae. IUCN kategoriserar arten globalt som livskraftig.

## Underarter
Arten delas in i följande underarter:
- S. l. gaigeae
- S. l. lundelli